# Monastère d'Optina
Le monastère d'Optina ou ermitage d'Optina ou monastère de la Présentation de la Vierge (en russe : Введенский ставропигиальный мужской монастырь Оптина Пустынь) est une stavropégie, un monastère pour hommes de l'Église orthodoxe, situé en Russie non loin de la ville de Kozelsk dans l'oblast de Kalouga et l'éparchie de Kalouga.

## Localisation et architecture
Le monastère est situé à 2 kilomètres au nord-est de la ville de Kozelsk : la route traverse la rivière Jizdra et longe le petit bois du monastère. Dans les années 1832-1839, une clôture basse a été construite autour du monastère ainsi que 4 tours. À 2 kilomètres du monastère se trouve du même côté de la rivière la station de chemin de fer du nom de « Toupik ».
Le plan du monastère est presque carré. Au centre se trouve l'édifice le plus important, la cathédrale de la Présentation de la Vierge. Autour de la cathédrale en forme de croix, se trouvent les différentes églises. Au nord l'église de sainte Marie l'Égyptienne, transformée en 1858 à partir de l'ancien réfectoire. Au sud se trouve l'église de l'icône de la Mère de Dieu de Kazan, construite en 1811, et à l'est l'église de l'Icône de Vladimir de la Mère de Dieu.
Derrière le petit bois, se trouve l'ermitage où se déroulent les différents offices de la journée. En 2009 y vivaient encore une dizaine de moines dans les maisons qui s'y trouvent. C'est dans ces maisons que passèrent également les écrivains Nicolas Gogol, Fiodor Dostoïevski, et Constantin Léontiev. L'église en bois consacrée à Jean le Baptiste datant de 1822 est encore conservée. L'entrée de ce lieu est interdite aux laïcs.

## Histoire

### XVesiècle—XVIIIesiècle
Selon la légende, le monastère est fondé au XIVe siècle par un brigand repenti du nom d'Opitia, appelé en religion : frère Macaire. Le synode du monastère d'Optina de 1670 qui a suivi d'autres synodes plus anciens, témoigne qu'au XVe siècle, le monastère d'Optina existait déjà. Il servait de refuge pour des starets, hommes et femmes, qui vivaient dans deux ailes séparées sous la direction spirituelle d'un seul père. Le Concile de 1503 interdit la cohabitation dans un seul ermitage de moines et de moniales.
Les premières preuves écrites de l'existence d'Optina datent de l'époque du règne de Boris Godounov. Dans les livres écrits de la ville de Kozelsk des années 1629, 1630, 1631, il est signalé que le monastère a été offert par le tsar Fédor Ier (mort en 1598). À la fin de l'époque des troubles, l'ermitage est restauré à la suite des dégâts dus aux destructions des Lituaniens. Les plus anciens livres, datant de 1670, attestent de la contribution personnelle du tsar pour le monastère.
C'est en 1689 que débute la construction de la première église en pierre de la Présentation de la Vierge avec une chapelle consacrée à saint Paphnuce de Borovsk.
Au XVIIIe siècle, les conditions matérielles de vie du monastère étaient difficiles. En 1704, par un oukase de Pierre Ier le Grand, le monastère d'Optina est dans l'obligation de payer un impôt au gouvernement pour que ce dernier puisse financer la construction de Saint-Pétersbourg et la Grande guerre du Nord. Cet impôt était très lourd pour le monastère. À la lecture des plaintes des créanciers pour obtenir leur dû, on peut se rendre compte de sa situation déficitaire. En 1724 n'y vivaient plus que 12 moines.

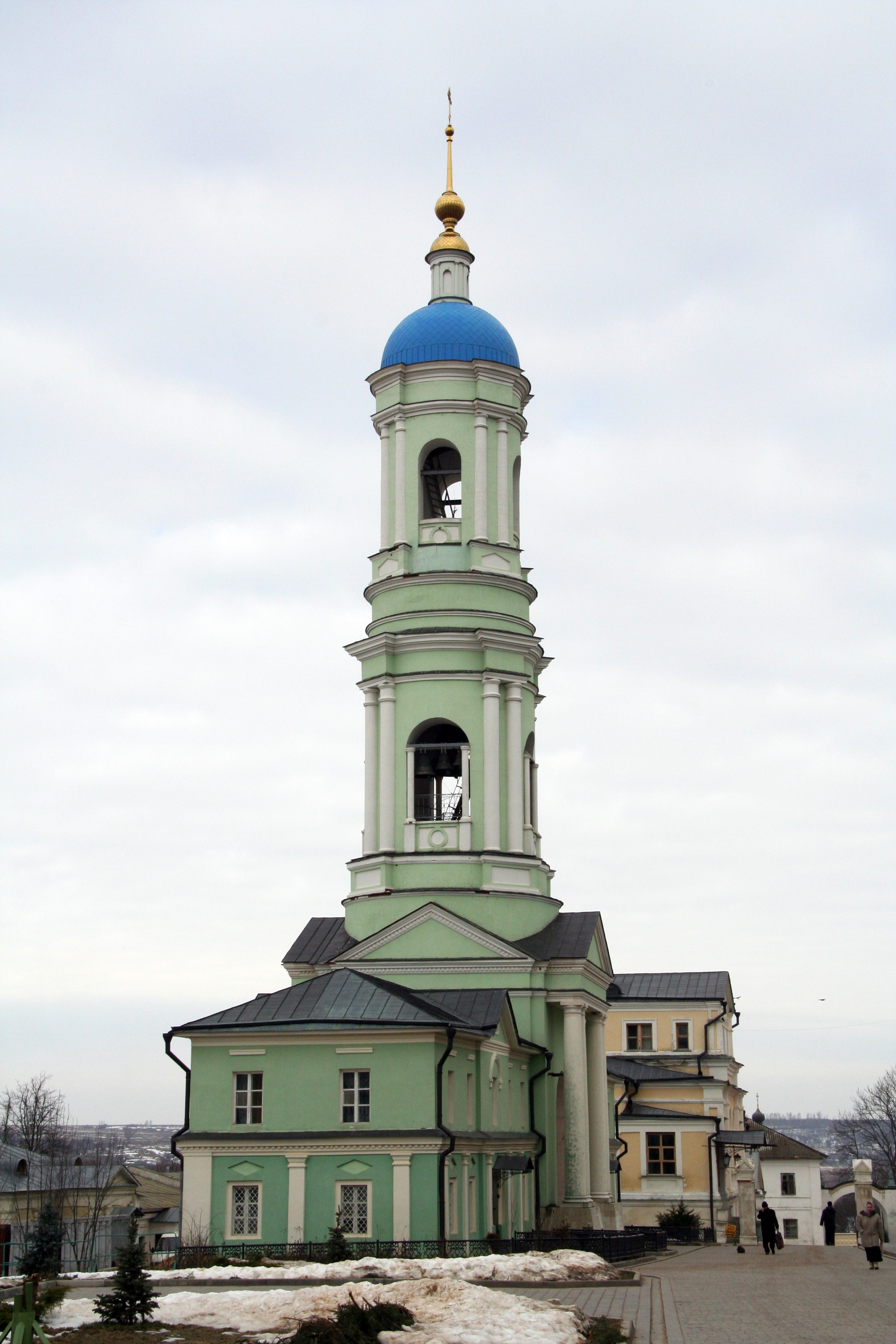
Le clocher d'Optina

L'ermitage d'Optina a été supprimé en vertu du Règlement spirituel de 1721 et rattaché au monastère de la ville de Beliov consacré à la Transfiguration en 1724. Tous les bâtiments en bois se sont effondrés à cette époque. À la fin de l'année 1726, par oukase de l'impératrice Catherine Ire, le monastère est restauré. Le statut de propriété autonome du monastère a été rétabli le 11 juillet 1727. La construction d'un clocher en bois débute en 1741. En 1750, une nouvelle église est construite et dédiée à la Présentation de la Vierge au Temple. Deux chapelles y sont adjointes : du côté sud celle de saint Paphnuce de Borovsk, thaumaturge, et au nord celle du grand martyr Théodore le Stratilate. Par oukase de l'impératrice Catherine II, lors de la Réforme séculière de 1764, le monastère d'Optina voit son statut relevé et il entre dans le diocèse de Kroutitsy.
La situation du monastère commença à changer en 1795, quand le métropolite Platon de Moscou et de Kalouga, attire l'attention sur les besoins de ce monastère. Il visite l'endroit en 1796 et il lui plaît beaucoup. Dès 1797, le nombre de moines, qui était descendu très bas, repasse à 12 personnes.
En 1799, le monastère est transféré à l'éparchie de Kalouga et Borovsk dont l'évêque Théophylacte prit bien soin d'en assurer la renaissance.

### XIXesiècle

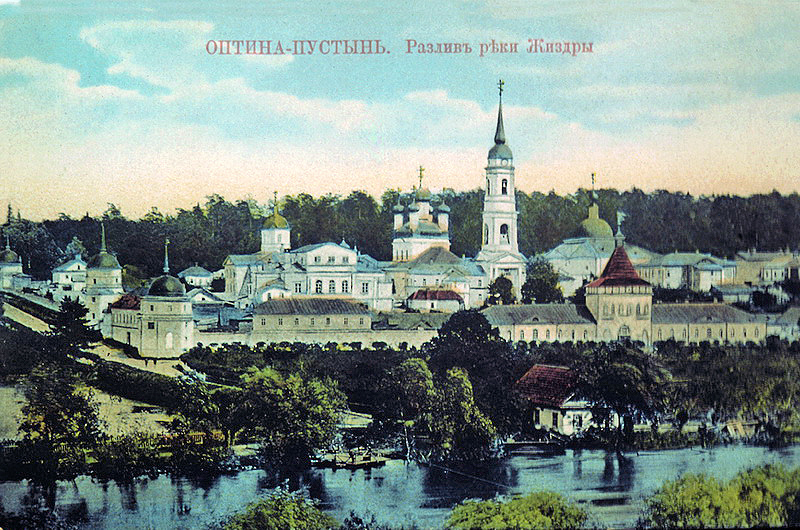
Le monastère au XIXe siècle et la rivière Jizdra

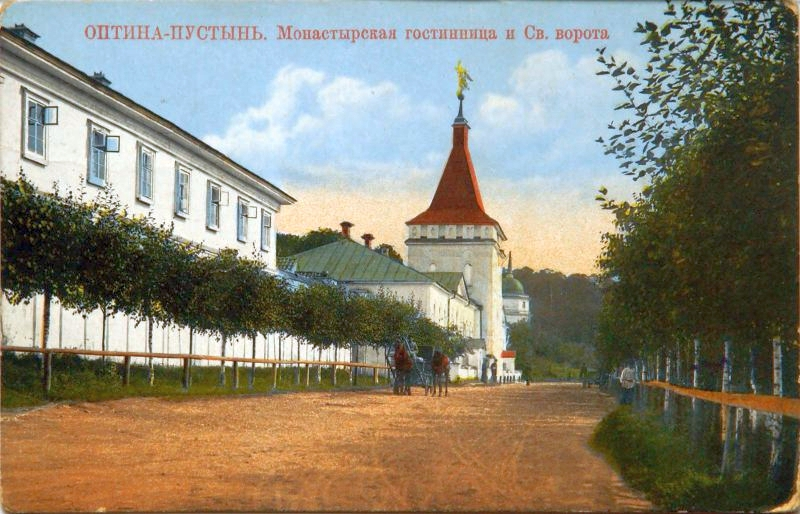
Vue du côté ouest du monastère, de l'hôtellerie et des saintes portes, 1907

En 1802, débute la construction d'un nouveau clocher à trois niveaux de plus de 60 mètres de hauteur. Des deux côtés de celui-ci sont ajoutées des annexes pour les cellules des moines. En 1805, l'église de Notre-Dame de Kazan vient s'ajouter aux autres édifices et, en 1809, une église pour les malades auquel sont annexées six cellules. En 1811, ces différents édifices sont achevés et consacrés. Au début de l'année 1809, le nombre de moines passe à 30. En 1821 vient s'ajouter à cet ensemble un ermitage. Des ermites y ont passé des années dans une solitude complète. Toute la vie du monastère est réglée par le starets. De tous côtés viennent au monastère des gens attirés par une vie spirituelle. Optina est devenu un centre spirituel connu de toute la Russie. Les dons affluent, ce qui permet au monastère d'acheter des terres, de construire un moulin, de construire en pierre au lieu d'en bois.
Le monastère d'Optina est lié à des épisodes de la vie de plusieurs écrivains et philosophes russes. L'été 1878, c'est Vladimir Soloviev qui amène Fiodor Dostoïevski après le drame vécu par l'écrivain avec la mort de son fils. Dostoïevski reste trois jours au monastère. Plusieurs détails de son roman Les Frères Karamazov apparaissent à la suite de cette visite à Optina. Le prototype du starets Zosime peut avoir été le starets qui vivait à cette époque à l'ermitage : Ambroise d'Optina (qui a été canonisé en 1988). Le monastère est en lien avec le monastère féminin de Chamordino fondé en 1884.

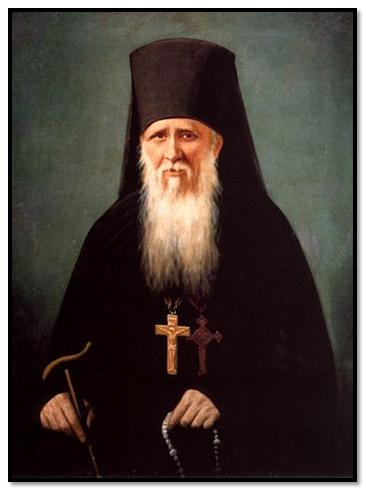
Ambroise d'Optina

### XXesiècle
Le 23 janvier 1918, le monastère est fermé par décret du Sovnarkom (Soviet des commissaires du peuple) qui dirige la Russie soviétique, et les moines ont le choix entre les Solovki (autre monastère, réservé aux dissidents) ou former un artel agricole laïc. La plupart choisissent la seconde solution, mais au printemps 1923, l'artel est également fermé et un « Musée de l'ermitage d'Optina » est ouvert. Son dernier supérieur est saint Isaac d'Optina le Jeune (1865-1938).
Sur les terres du monastère est édifiée, en 1931, une maison de repos pour fonctionnaires méritants, appelée « Maxime Gorki ». De 1939 à 1987, l'ancien monastère est utilisé par le NKVD, devenu MGB puis KGB. En novembre 1939, après l'occupation allemande et soviétique de la Pologne (1939-1941), sur ordre de Lavrenti Beria, le NKVD transforme le site en un camp de concentration appelé « Kozelsk-1 », où sont enfermés 5 000 officiers polonais capturés par l'Armée rouge, parmi lesquels  4443 sont envoyés plus tard à Katyne où ils sont tous assassinés.
Durant la Grande Guerre patriotique, l'ancien monastère devient un hôpital militaire, puis, en 1944-1945, à nouveau un camp de prisonniers où, jusqu'en 1949, le NKVD détient les officiers soviétiques ayant été capturés par les Allemands (ce qui était considéré comme une « haute trahison » dans l'Armée rouge) pour les interroger avant envoi au Goulag. Après 1950, le site devient une caserne des troupes spéciales du MGB-KGB, mais se dégrade et devient vétuste : il finit abandonné en 1980.
Le 17 novembre 1987, le gouvernement soviétique, en pleine perestroïka et glasnost, reconnaît officiellement les crimes dont cette enceinte fut le cadre, et rend le monastère à l'Église orthodoxe russe. L'église est restaurée et le jour de la fête de l'icône de Notre-Dame de Vladimir, le 3 juin 1988, se déroule le premier service liturgique depuis 1918 (sept décennies d'interruption).
L'Église orthodoxe russe inscrit à la liste des nouveaux martyrs et confesseurs orthodoxes de la répression du XXe siècle les moines tués en haine de la Foi : les moines Euthyme (Lioubovitchev), Panteleïmon, Laurent (Levtchenko), Séraphin, Paphnuce, Raphaël, Ignace, Vincent, Gouri, Johannique (Dmitriev), Isaac, et le martyr Boris, ainsi que les moines confesseurs Raphaël, Agapit (von Taube), Nikon (Beliaïev) et Sébastien (Fomine).
Le dimanche de Pâques 18 avril 1993, trois moines sont assassinés dans l'enceinte du monastère. Ce sont le hiéromoine Vassili (Rosliakov) et les moines Phéraponte (Pouchkariov) et Trophime (Tatarnikov). Tous les trois ont été atteints au cœur par un long poignard dont le manche porte le chiffre «666», et l'inscription «de Satan». L'assassin est arrêté six jours plus tard et placé dans un hôpital psychiatrique fermé où il se trouve toujours. En 2008, on construit sur le lieu des crimes une chapelle dédiée à la Résurrection du Christ. Le vendredi saint 1994, un jeune pèlerin du nom de Youri (venu de Togliatti rendre visite pendant les fêtes de Pâques à son ami d'enfance Alexandre devenu novice) est tué par des coups d'une longue aiguille, arme blanche typique des satanistes.
Au début des années 2000, l'ensemble des bâtiments du monastère a été complètement restauré.